# James Lennon (bispo)
James Lennon (Armagh, 26 de setembro de 1923 - Drogheda, 17 de outubro de 1989) foi um bispo católico romano irlandês no último terço do século XX.
Lenny foi educado na St Patrick's Grammar School, em Armagh e no St Patrick's College, em Maynooth. Ele foi ordenado sacerdote emArmagh no dia 20 de junho de 1948. Ele serviu curatos em Collon, Saul, Mellifont e Cookstown. Ele foi nomeado pároco de Termonfeckin em 1975 e de Drogheda em 1977. Lennon foi nomeado Bispo Auxiliar de Armagh em 1980.